# Martina Gabrielli
Martina Gabrielli (Trescore Balneario, 15 febbraio 1986) è un'ex marciatrice italiana.

## Biografia
Nel 2005 ha vinto una medaglia di bronzo nei 10 km di marcia agli Europei juniores di Kaunas, con il tempo di 46'38"53 (che all'epoca era il record italiano juniores sulla distanza); nel medesimo anno ha gareggiato in Coppa Europa di marcia, piazzandosi in sesta posizione nella 10 km. Nel 2006 ha inoltre partecipato ai Campionati del mondo a squadre di marcia, ritirandosi.
Il suo tempo di 4h37'40" nella 50 km di marcia, stabilito nel 2006 a Scanzorosciate, all'epoca primato italiano assoluto e promesse, è la settima prestazione italiana di sempre sulla distanza e tuttora record nazionale promesse; due anni prima, nella medesima manifestazione aveva stabilito con 4h59'00" il record italiano juniores nella 50 km di marcia.

## Palmarès
| Anno | Manifestazione   | Sede   | Evento       | Risultato | Prestazione | Note                                   |
| ---- | ---------------- | ------ | ------------ | --------- | ----------- | -------------------------------------- |
| 2005 | Europei juniores | Kaunas | 10 km marcia | Bronzo    | 46'38"53    | Miglior prestazione nazionale under 20 |

## Campionati nazionali
2003
- Oro ai campionati italiani allievi, 10 km marcia - 52'33"

2004
- 7ª ai campionati italiani juniores, 5 km marcia - 23'38"
- Argento ai campionati italiani juniores, 5 km marcia - 24'16"

2005
- Oro ai campionati italiani juniores, 5 km marcia - 23'26"

2006
- Bronzo ai campionati italiani assoluti, 15 km marcia
- Oro ai campionati italiani promesse, 5 km marcia - 23'10"

2007
- 4ª ai campionati italiani juniores, 5 km marcia - 24'28"

## Altre competizioni internazionali
2004
- 6ª all'Int. Race Walking Meeting ( Scanzorosciate), 50 km marcia - 4h59'00"

2005
- 6ª in Coppa Europa di marcia ( Miskolc), 10 km marcia - 49'21"

2006
- Partecipa alla Coppa del mondo di marcia ( La Coruña), 10 km - ritirata
- Argento all'Int. Race Walking Meeting ( Scanzorosciate), 50 km marcia - 4h37'40"